# Interazione forte
In fisica e in particolare in fisica delle particelle l'interazione forte (chiamata anche forza forte o forza cromatica, o anche forza di colore) è una delle quattro interazioni fondamentali conosciute.

Nucleo atomico di elio formato da 2 protoni e due neutroni. I protoni hanno analoga carica elettrica positiva, ma la interazione forte impedisce la loro separazione, che sarebbe dovuta a causa della forza elettromagnetica. Questa rappresentazione è artistica, in realtà il nucleo ha una simmetria sferica (è cioè un miscuglio dinamico di quark). La scala è di 1 Å, che sono 0,1 nm, o 100 pm (vedi alla voce metro).

Può essere osservata in scala più piccola fra quark costituenti uno stesso protone o neutrone e altre particelle (i bosoni mediatori sono i gluoni), o in scala più grande fra quark di protoni e neutroni diversi all'interno del nucleo atomico (i bosoni mediatori sono i pioni virtuali). Nel secondo caso si parla in modo più specifico di forza nucleare forte o forza forte residua.
Come tutte le interazioni fra particelle subnucleari, l'interazione forte è trattata da una teoria quantistica dei campi, la cromodinamica quantistica, all'interno del Modello standard.

## Proprietà
La forza forte fu così definita perché è quella ad intensità maggiore tra le quattro forze fondamentali della natura. Viene detta anche forza cromatica perché le cariche che la generano si comportano in modo analogo ai colori primari (ci si riferisce perciò ai colori in senso astratto, senza che questo abbia nessuna relazione con i colori comunemente intesi). Il suo valore è circa 100 volte quello della forza elettromagnetica, circa 105 maggiore della forza debole e 1039 volte quello della gravità.
L'interazione forte avviene tra i quark (mediata dai gluoni) e fra i nucleoni (mediata dai pioni virtuali), rendendo possibile l'esistenza del nucleo atomico. Considerato il nucleo di un atomo qualsiasi, esso sarà composto da un numero di protoni pari al numero atomico e da un numero di neutroni pari al numero di massa meno il numero di protoni. Essendo i protoni carichi positivamente (con carica pari a e+, dove e è il valore in modulo della carica elettrica dell'elettrone), se sono presenti, in uno stesso nucleo, due o più protoni, questi tenderanno a respingersi per azione della forza elettromagnetica repulsiva che si instaura tra corpi elettricamente carichi con lo stesso segno. Un nucleo in cui agisse solo la forza elettromagnetica sarebbe destinato a essere disintegrato da queste forze repulsive. Viceversa, i neutroni, elettricamente neutri, non hanno attività repulsiva elettromagnetica.
Occorre quindi introdurre un nuovo meccanismo per spiegare l'esistenza di nuclei atomici in cui sono presenti due o più protoni. Il fatto che il nucleo continui a esistere viene imputato all'azione attrattiva operata da una forza detta "forza nucleare forte", che è il residuo dell'interazione forte che si esercita tra i quark che formano i protoni e neutroni. I gluoni svolgono un'azione "collante" (da cui il loro nome: glue=colla) tra i quark che compongono i nucleoni; la condivisione di gluoni genera un campo attrattivo che si oppone alle forze elettrodinamiche repulsive tra i nucleoni e tale forza attrattiva avviene attraverso lo scambio di pioni virtuali. La forza nucleare forte fu originariamente ipotizzata da Ettore Majorana.
L'interazione forte è radicalmente diversa dall'interazione elettromagnetica. Entrambe avvengono attraverso particelle di massa a riposo nulla: l'interazione elettromagnetica con lo scambio quantico di fotoni, che non hanno carica, mentre l'interazione forte con lo scambio di gluoni, aventi una carica detta "di colore", di natura diversa da quella elettrica, che cambia continuamente con il trasferimento di gluoni fra quark, i quali possiedono a loro volta una carica di colore. Un'altra caratteristica fondamentale delle interazioni forti riguarda il fatto che i quark non si manifestano mai isolati: infatti, più si cerca di separarli, più il campo di forze si oppone fino a crearne di nuovi. Come i colori reali nel loro insieme danno il "non colore" bianco, così gruppi di particelle non manifestano mai un'eccedenza di carica di colore totale.